# Сабанчеєво
Сабанче́єво (рос. Сабанчеево, ерз. Сабанцеле) — село у складі Атяшевського району Мордовії, Росія. Адміністративний центр Сабанчеєвського сільського поселення.

## Населення
Населення — 465 осіб (2010; 575 у 2002).
Національний склад (станом на 2002 рік):
- ерзяни — 97 %